# Flor Alpaerts
Flor Alpaerts (Anversa, 12 settembre 1876 – Anversa, 5 ottobre 1954) è stato un compositore e direttore d'orchestra belga.

## Biografia
Nel 1901 Flor Alpaerts terminò i suoi studi musicali alla Scuola fiamminga di musica di Anversa, che diventò poi il Conservatorio Reale Fiamminga. Egli aveva studiato armonia e composizione musicale con Jan Blockx. Nel 1903 divenne professore in quest'istituto, che diresse dal 1934 à 1941. Durante una stagione (1922-1923) fu anche direttore dell'Opera Reale Fiamminga di Anversa, con il basso Arthur Steurbaut.
La sua notorietà come compositore e direttore d'orchestra si manifestò appena terminata la prima guerra mondiale, allorché egli succedette ad Eduard Keurvels come direttore d'orchestra dei concerti organizzati dalla Società zoologica reale di Anversa e divenne direttore artistico della Fondazione Peter Benoit. Egli dirigeva parimenti il gruppo corale Arti Vocali
Come compositore egli fu a capo del movimento impressionista fiammingo, che era più vicino a Richard Strauss e ad Ottorino Respighi che a Claude Debussy.
Il poema sinfonico Pallieter (1921-1924) fu uno dei punti culminanti di questo movimento. Egli creò un'opera espressionista con la sua suite intitolata a James Ensor, ispirata da quattro opere del pittore di Ostenda. Ritornò verso il neo-classicismo nelle sue successive composizioni.
Fu membro della Massoneria.

## Opere
- Kolonos (1901)
- Edipo re (1906)
- Shylock (1913)